# رناتو چکتو
رناتو چِـکِـتو (ایتالیایی: Renato Cecchetto؛ ‏ ۲۸ اکتبر ۱۹۵۱ – ۲۳ ژانویهٔ ۲۰۲۲) بازیگر، صداپیشه و مدیر دوبلاژ اهل ایتالیا بود.
از فیلم‌هایی که وی در آن نقش داشت، می‌توان به محافظ شخصی، پیرنو دوباره می‌تازد، داستان پیرا و یک پارچه جواهر اشاره کرد.